# Alexandre Iacovleff
Pour les articles homonymes, voir Alexandre Iakovlev.
Alexandre Iacovleff (en russe : Александр Евгеньевич Яковлев, Aleksandr Ievguenievitch Iakovlev), né le 13 juin 1887 (25 juin dans le calendrier grégorien) à Saint-Pétersbourg et mort le 12 mai 1938 à Paris, est un peintre russe naturalisé français devenu célèbre par ses nombreux portraits d'Africains et d'Asiatiques.

## Biographie
Fils d’officier de marine, Alexandre Iacovleff fait ses études au Lycée K Maj de sa ville natale puis, à 18 ans, il suit les cours de Dmitri Kardovski à l'Académie impériale des beaux-arts de Saint-Pétersbourg, où il devient un ami proche de Vassili Choukhaïev (ru). Il participe au renouveau du courant artistique Mir Iskousstva, association fondée par Alexandre Benois et Serge de Diaghilev. De 1908 à 1918, il est dessinateur des revues Strekoza, Satyricon puis Novy Satyricon.
Grâce à une bourse, il séjourne en 1913 en Espagne avec Choukhaïev, puis voyage avec lui en Italie en 1914-1915. Il retourne en Russie au début de la Première Guerre mondiale.
En 1917, toujours grâce à une bourse, il part pour la Chine puis passe six mois dans l’île japonaise d’Izu Ōshima.
Il ne retourne pas en Russie où la révolution d'Octobre a installé le pouvoir des Soviets et ne reverra pas sa femme qui se suicide en 1929.
Pendant son séjour en Chine, il rencontre Joseph Kessel qui deviendra son ami.
En 1920, il s’installe à Paris en France où il acquiert une certaine renommée grâce à des expositions. En 1922, il publie Dessins & Peintures d’Extrême-Orient (éditions Lucien Vogel) et Le Théâtre chinois (éditions Maurice de Brunhoff), et expose aux États-Unis. Il est choisi en 1924 pour devenir le peintre officiel de la Croisière noire qui traverse le continent africain de l'Algérie à Madagascar et produit 300 dessins au cours de ce voyage. En 1928, il voyage en Abyssinie aux côtés d'Henri de Rothschild. Il est de nouveau le peintre officiel de la Croisière jaune qui traverse l'Asie du Liban à la Chine.
La même année, il réalise les décors du ballet Sémiramis de Paul Valéry qui se joue à l'Opéra de Paris. Puis il est choisi pour diriger l’école de dessins et peintures du musée des beaux-arts de Boston et s'installe aux États-Unis. 
Il rentre en 1937 à Paris où il meurt d’un cancer de l’estomac.

## Prix et récompenses
- 1926 : officier de la Légion d'honneur[2]

## Vie familiale
Alexandre Iacovleff épouse l'actrice et chanteuse Bella Chencheva, connue sous son nom de scène Kazaroza, mais ils divorcent, leur fils meurt en 1918 à Moscou, et Bella Chencheva se suicide en 1929 à Berlin.

## Sa famille
- Son père, Yevgueniy Iacovleff (ru) (1857-1898), est ingénieur-inventeur, créateur du moteur à combustion interne russe, fondateur et propriétaire de la première usine russe de moteurs à gaz et à pétrole
- Sa mère, née Sofia Kouzmina (morte en 1939), est la première femme docteur en sciences mathématiques de Russie
- Son frère, Alexeï Yevguenievitch Yakovlev (parti aux États-Unis sous le nom d'Alexis Jackson (ru); 28 août 1881-1964, États-Unis) est un architecte
- Sa nièce Tatiana Yakovleva (de) (Tatiana du Plessix Liberman)[4], fille d’Alexeï, était une des plus belles femmes de Paris ; le poète Vladimir Maïakovski en était amoureux et lui consacrait des poèmes
- Sa nièce Ludmila (Lilya) Yakovleva, fille d’Alexeï, est une danseuse et actrice française
- Sa sœur, Alexandra (Sandra) (1889-1979), est une chanteuse d'opéra dont le mari, officier de l'armée impériale, fut tué par les matelots révolutionnaires. En compagnie de sa mère et sa fille Sofia (sa fille Sofia est morte en route), elle fuit la Russie révolutionnaire et se réfugie à Paris chez son frère Alexandre. Alexandra s'est produite dans la troupe impériale de Saint-Pétersbourg, puis, à Paris, dans celle d’Alekseï Tsereteli. Elle a enseigné au conservatoire russe de Paris Serge-Rachmaninoff de 1949 à 1979[5].

## Livres
- Dessins et peintures d'Extrême-Orient, Lucien Vogel, Paris, 1920.
- Le Théâtre chinois, Maurice de Brunhoff, 1922.
- Dessins et peintures d'Afrique. Croquis et notes de voyage, Lucien Vogel, 1927.
- Le Théâtre japonais (Kabuki), Jules Meynial, 1933.
- Dessins et peintures d'Asie. Croquis et notes de voyage, Lucien Vogel, 1934.
- René Maran, Batouala, illustrations d'Alexandre Iacovleff.

## Ses œuvres dans les musées
- Boulogne-Billancourt, Musée des Années Trente
- Paris, Centre national d'art et de culture Georges-Pompidou
- Londres, Tate Gallery
- Tervuren, Musée royal de l'Afrique centrale, La Ganza, danse accompagnant les cérémonies de la circoncision chez les Sanga (en) en Ubangi, 1926
- Bruxelles, Musées royaux des beaux-arts de Belgique
- Paris, Musée Guimet
- Musée africain de Lyon
- Fondation Gourgaud
- Musée africain de l'île d'Aix
- Saint-Jean-d’Angely, Musée des Cordeliers

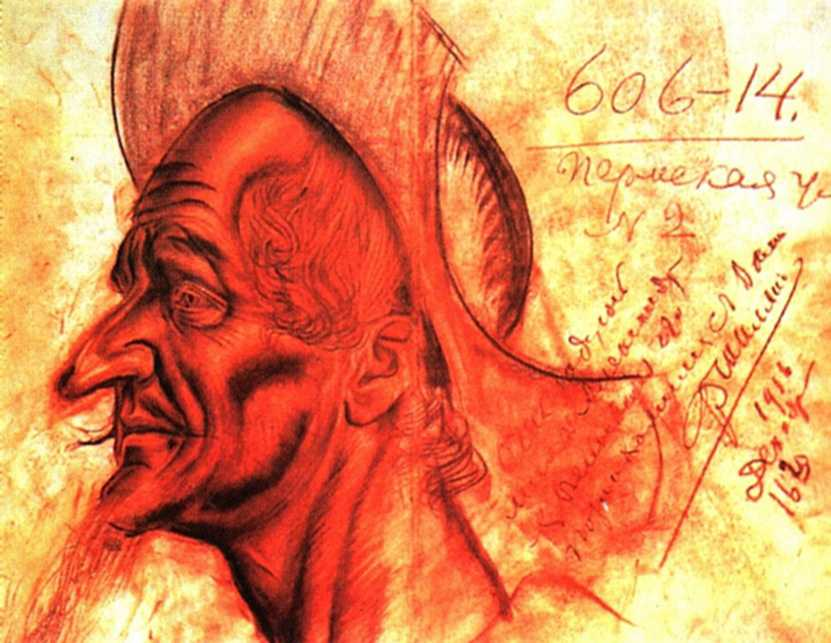
Fédor Chaliapine en Don Quichotte, 1916
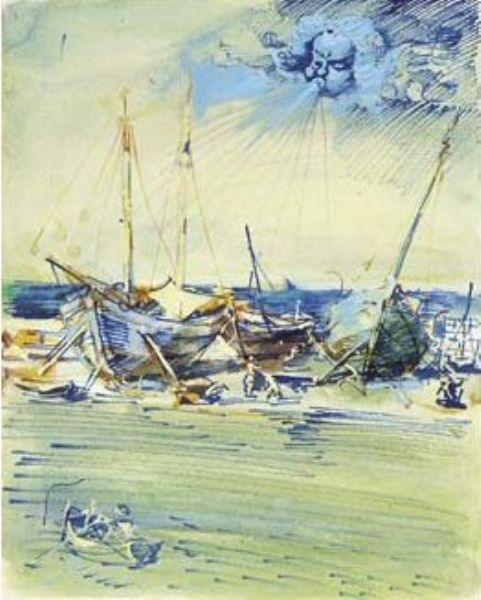
Éole, dieu du vent
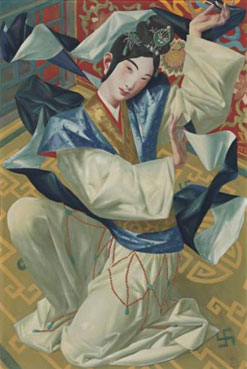
Danseur du théâtre Kabuki
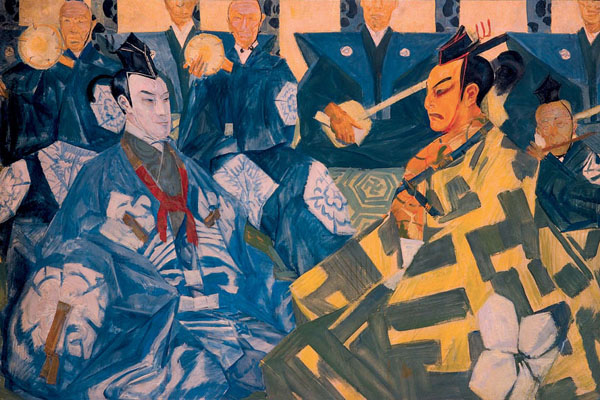
Kabuki
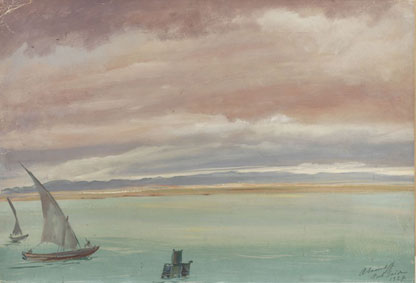
Port-Saïd, 1927
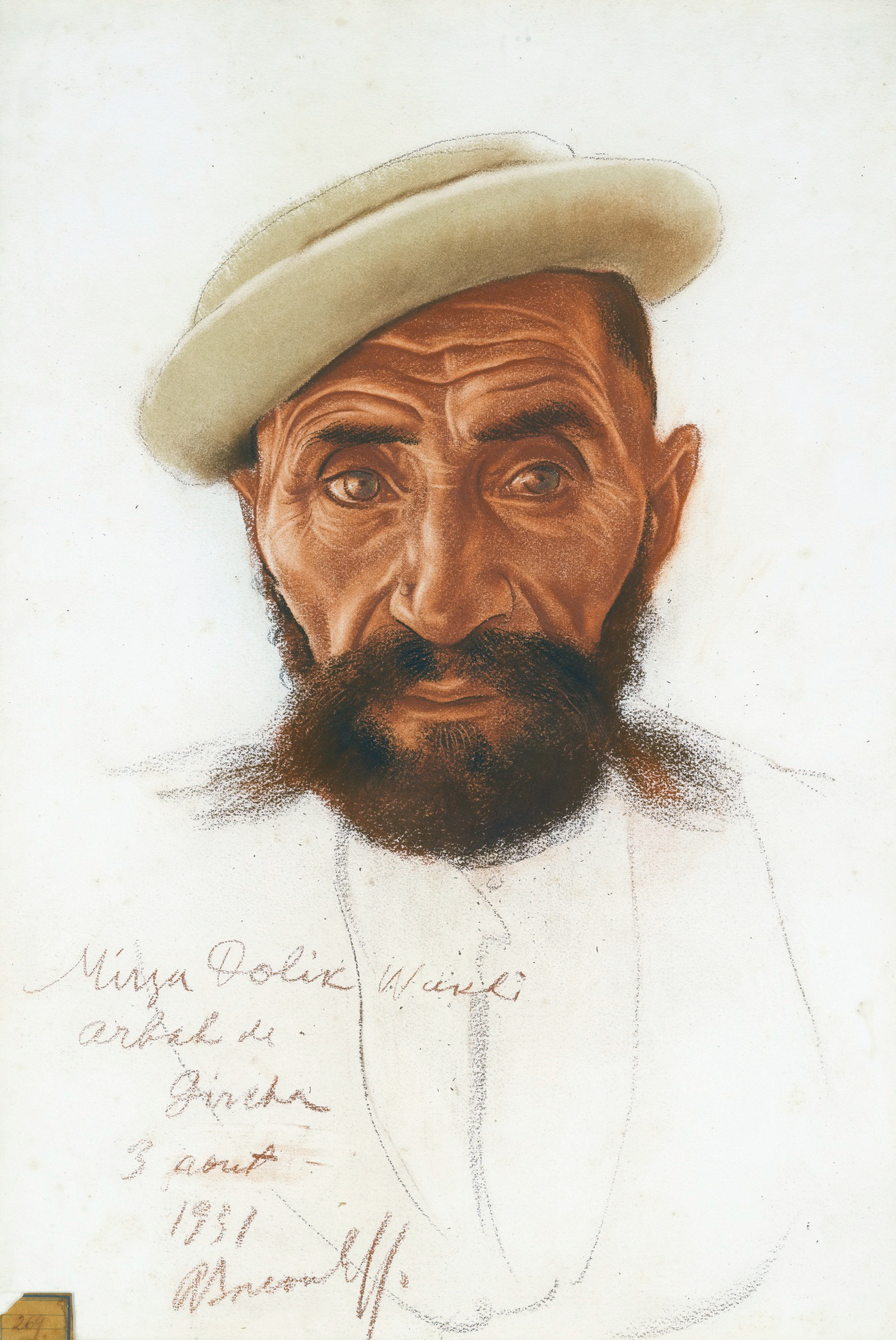
Portrait du chef afghan Mirza Dolik Wakhi (probablement un chef de clan Wakhi)
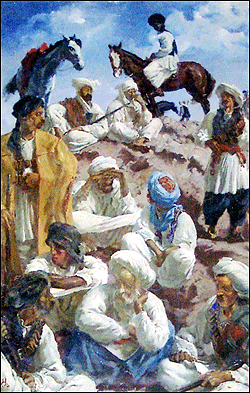
Afghans
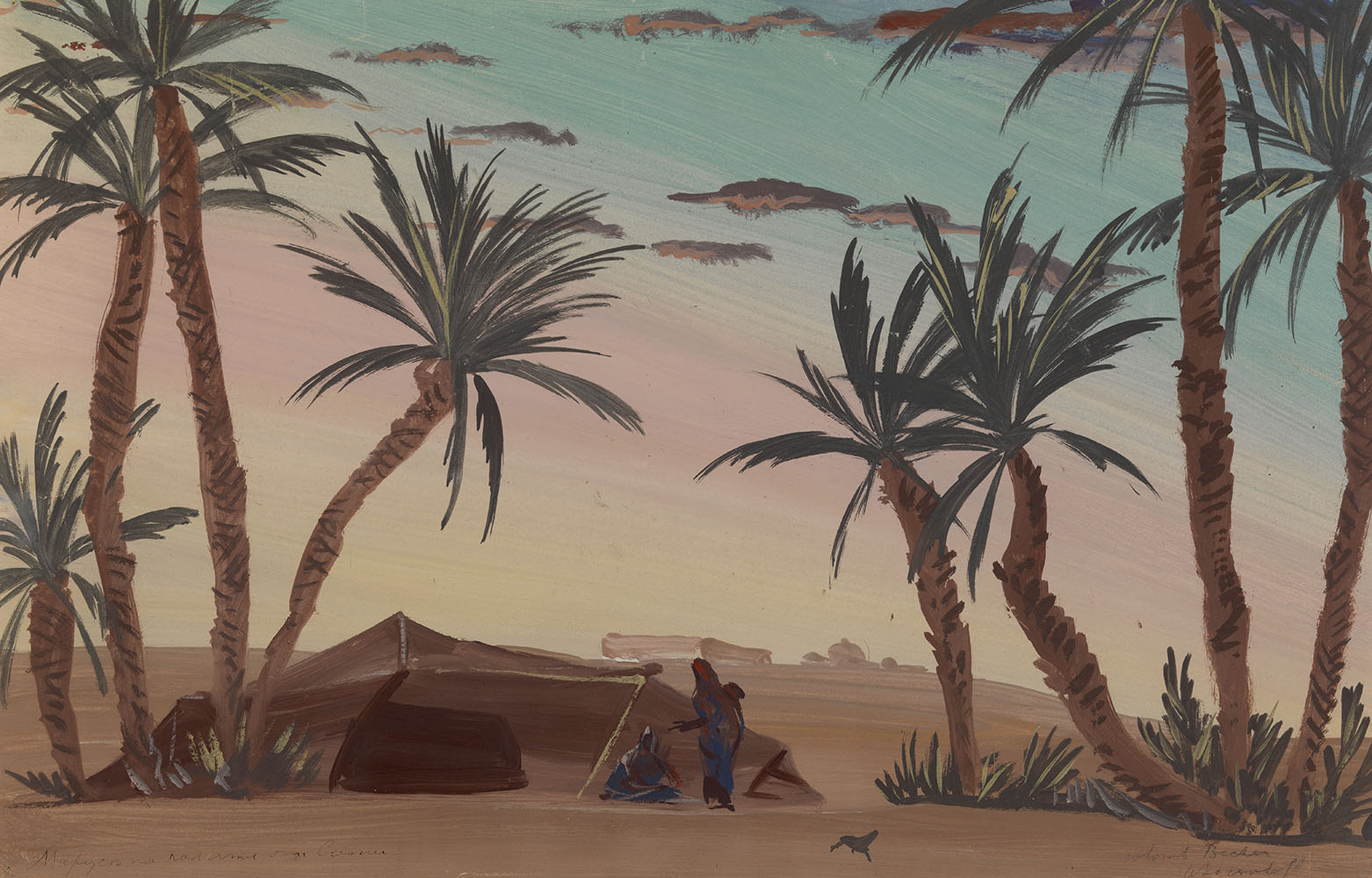
Vue de Colomb-Béchar